# عالم التقنية
عالم التقنية (بالإنجليزية: tech wd)‏ مدونة عالم التقنية هي مدونة تنشر الأخبار والدروس والمقالات في شتى مجالات التقنية المعروفة. تقدم المدونة بشكل يومي آخر أخبار خدمات ويب 2.0 وجديد أجهزة الحاسب والجوال وغيرها من الأجهزة التقنية، كما تنشر دروس البرمجة والتصميم بالإضافة إلى المقالات التقنية العامة والتي يناقش فيها الكُتَّاب قضايا تقنية أو تقنيات جديدة، وتغطي المدونة أيضا العديد من المعارض التقنية المهمة بالإضافة إلى المقابلات الشخصية مع العديد من الناجحين والمهتمين بالتقنية وما يتعلق بها. 

## انطلاقة عالم التقنية
مدونة عالم التقنية هي نتاج تعاون بين سعود عبد الرحمن الهواوي و عبد الملك عبد الله الثاري، حيث تم طرح فكرة إنشاء مدونة تهتم في مجالات التقنية بشتى أنواعها مع إتاحة الفرصة لمن يملك القدرة على الكتابة التقنية بأن ينضم لفريق عمل المدونة، أو تتم دعوة مدونين تقنيين معروفين للكتابة في المدونة ككتاب ضيوف، ولقد تم إنشاء مدونة عالم التقنية بعد أن وجد سعود الهواوي وعبد الملك الثاري صعوبة في إدارة كل واحد منهم مدونته الشخصية، حيث كان لسعود الهواوي مدونة saudtech ومدونة althari لعبد الملك الثاري، ومن خلال صعوبة إدارة المدونة الشخصية وجدوا أن فكرة مدونة تجمع أكثر من كاتب سوف تساعد على استمرار المدونة وعدم توقفها بسبب ظروف الكاتب، ولقد تم إطلاق المدونة في تاريخ 18/3/2008.

## الاستثمار
حصل موقع عالم التقنية على أستثمار من شبكة أبونواف الرائدة في مجال نشر المحتوى الترفيهي، ولقد قام مؤسس الشبكة سعد الخضيري بالأستحواذ على نسبة من حصة موقع عالم التقنية، وتوسعت الشركة في الاستثمارات وشملت مواقع أخرى مثل موقع تقنية بلاحدود وسعودي شفت وموقع أنثى.